# 石原吉郎

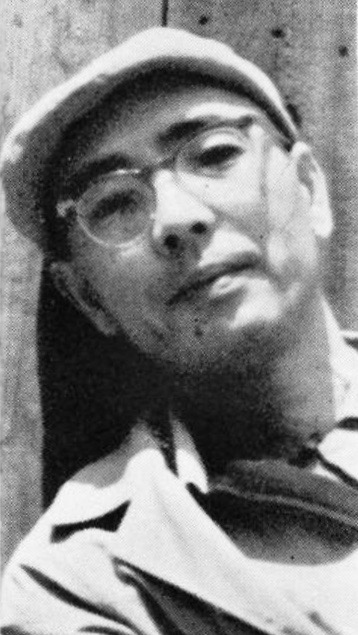
石原吉郎

石原 吉郎（いしはら よしろう、1915年（大正4年）11月11日 - 1977年（昭和52年）11月14日）は、日本の詩人・エッセイスト・歌人・俳人。シベリア抑留の経験を文学的テーマに昇華した、戦後詩の代表的詩人として知られる。シベリア抑留経験者の中では特異な存在である。
第1詩集『サンチョ・パンサの帰郷』(1963年)でH氏賞を受賞した。作品に詩集『水準原点』(1972年)のほか、エッセイ『望郷と海』(1972年)など。

## 生涯

### 幼少期から就職まで
石原は1915年（大正4年）静岡県田方郡の港町、土肥村（現：伊豆市）に生まれた。
1928年（昭和3年）、13歳の時に攻玉社中学校に入学、1933年（昭和8年）同中学校を卒業し、その年と1934年（昭和9年）に続けて東京高等師範学校を受験したが共に失敗、1934年に東京外国語学校（後の東京外国語大学）へ入学した。
在学中にマルクス主義やエスペラント語を学び、学芸部でも活動した。在学中の1937年には校友会雑誌『炬火』の編集にあたっていた。在学中に触れた、北條民雄の小説『癩院受胎』と手記には大きな衝撃を受けた。
1938年（昭和13年）春、石原は東京外国語学校ドイツ部を卒業、その後大阪ガスに就職した。同年6月に徴兵検査を受けた石原は（結果は第2種乙種）、その後まもなくキリスト教の洗礼を受けた。もっとも、石原自身の回顧では自分は熱心な信者ではなく、聖書を真面目に読むでもなく、教会に熱心に通ったわけでもないと述べている。キリスト教、プロテスタントを選んだのも単なる偶然にすぎず特に深い理由があったわけではないとも書いている。
当初は、自分のアパート近くにあった住吉教会（日本基督教会派）へ通っていたが、そこの教会の牧師の説教が常識的なものばかりであり、かつ当時の軍国主義的風潮に露骨に迎合していることに違和感を感じ、同じ日本基督教会派に所属する姫松教会へ通うことにした。特に、この教会で時々説教をしていたエゴン・ヘッセルという人物を通じて、当時まだ少数派だったバルト神学に触れたことも住吉教会から離れる原因の一つになった。ヘッセルはカール・バルトに直接師事したことがあり、『十字架の言』というかなり専門的な神学雑誌の出版・編集にも携わっていた人物である。
会員だったわけでもないので住吉教会には何らかの義理があったわけでもないが、石原は一応牧師に断った上で姫松教会へ通うことにしたのだったが、後に、大阪南部地域の合同祈祷会が行われた席上、名指しこそしなかったもの、牧師が「主よ、このなかに恥ずべき裏切り者、ユダの徒がおります」と、明らかに石原のことを指して罵倒と挑発に近い演説を行うという事件が起こった。この事件は石原に大きな動揺を与えただけでなく、教会に対する偏見と先入観を残す結果となった。
実際に後年書いたエッセイ「教会と軍隊と私」の中でも、「公開の祈祷の場をかりて私憤をぶちまけ、一人の信徒の出発に重大なつまずきを与えるがごときは、牧師にあるまじき行為であり、あまつさえ罵倒に近いその祈りのあとで、ののしった当の相手の罪の許しを乞うそらぞらしさに至っては、言語道断というほかないものである」と書いている。
変則的な形をとったが、石原は1938年（昭和13年）姫松教会においてヘッセルの手で洗礼を受け、籍は同教会に入った。しかし姫松教会も石原の意に染まず、石原は退職して神学校に入学する気になった。神学校入学の意思は、複雑な事情があり明確な理由があったわけではないが、キリスト教への信仰が主たる理由ではなかったことは確かである。日本基督教会の神学校は、当時、東京と神戸にあり、神戸の中央神学校は自由主義神学系であったので石原はそこを避け、東京の神学校に入学する気になった。また、教会も、1939年（昭和14年）に無教会派の信濃町教会へ転籍し、本格的に受験の準備を始めたが、それから1ヶ月後に召集令状が来たため入学はとりやめになった。

### 応召
徴兵検査の翌年の1939年に応召、静岡の歩兵第34連隊に入隊（歩兵中隊に所属）、その後1940年（昭和15年）に、大阪歩兵連隊の陸軍露語教育隊に派遣されロシア語の勉強をした。ここで鹿野武一に出会い、友人となった。鹿野と石原は共にエスぺランティストだったことが2人を引き合わせた。石原よりも2歳年下だったが、鹿野、特に、シベリア抑留中の鹿野は石原には大きな存在である。以後、石原と鹿野の経歴はほぼ同じ道筋をたどることになる。
翌年の1941年（昭和16年）夏、ロシア語通訳に抜擢され、ハルビンの関東軍情報部に配属された。関東軍ではロシア語の翻訳を行っていた。翌1942年（昭和17年）には召集解除になったが、その後ハルビンの民間会社・満州電電調査局（民間会社というのは表向きの顔で、実際は関東軍特殊通信情報隊を偽装した会社）に徴用され、ここで引き続きロシア語の翻訳を行った。

### 旧ソ連による逮捕・シベリア抑留
1945年（昭和20年）8月、石原は29歳の時、ハルビンで日本の敗戦を迎えた。一方、旧ソ連は8月8日、依然として有効だった日ソ中立条約を破り日本に宣戦布告、8月9日未明、満洲里、黒河、綏芬河の3方面から侵攻、満洲国は戦場になった。
8月19日、旧ソ連国境付近のハンカ湖付近のジャリコーヴォで停戦会談、即日、停戦と武装解除が実施され、旧ソ連兵が満洲国を占領した。その後直ちに旧ソ連は、8月30日の国家防衛委員会決定に基づきマキシム・サブーロフ（ゴスプラン議長代理）を長とする小委員会の指揮の下、「戦利品としての高価な設備一式」を満州国から撤去、旧ソ連国内に大量に搬送した。「戦利品」として旧ソ連が接収したものは、工業設備、ダム、鉄道設備などで、日本の外務省の調査によると、満洲国の約8割の設備が旧ソ連によって撤去され、約4割が旧ソ連国内に運び込まれたという。
一方、満洲国内の日本人は、スターリン指令により、関東軍兵士だけでなく、満洲国の官吏、満鉄職員、協和会の役員、軍属、開拓民団や、女性を含む民間人も捕虜扱いされ、逮捕、連行された。日本人捕虜の旧ソ連国内への移送に関する公文書は少なくその実態は依然として不明であるが、9月中旬には始まっていたようである。捕虜の移送は、貨車や河川によるものの他、一部は徒歩行軍によって行われた。貨車による移送はきわめて劣悪、非衛生な環境で行われ、旧ソ連軍は日本人捕虜を家畜同然に扱い、給食を与えず、冬服を支給せず、栄養失調、虱と寒さによるチフスなどの伝染病の蔓延を放置した。
石原に直接関係した動きを追うと、8月15日、石原の部隊は解散し、ハルビン市内の日本人居住地区から、下町の混住地区へ疎開した。単行本『海を流れる河』の石原自身による略歴によると、8月中旬になると一旦行動を停止していたソ連軍が一斉に南下・西進を開始、ハルビン市内ではソ連軍の進駐直後から略奪・暴行が始まり、8月いっぱい旧ソ連兵による略奪、暴行、強姦が荒れ狂ったが、9月に入ると突然やんだという。
収入を絶たれた石原はこの間ハルビンで雑役や下水掃除をして生計を立てていたが、12月に逮捕された。原因は白系ロシア人による密告である。
12月末、新京とハルビンで逮捕された日本人捕虜たちは貨車に載せられて旧ソ連国内の強制収容所に移送された。石原を載せた貨車は、カザフスタンのアルマ・アタに向かい、第40収容所第3分所に収容された。
シベリア抑留体験者が等しく語るところでは、1945年（昭和20年）から1946年（昭和21年）にかけての冬に最も死者が多かったことが分かっている。全日本人抑留者の死亡者約6万人のうち、この時期に約80%の人が亡くなったと言われている。これは、第2次世界大戦の後遺症で旧ソ連全体が飢饉の状態であったことに加えて、この年は冬の寒さが例年以上に厳しかったことや、ラーゲリの運営・管理がきわめて非効率、ずさんだったことにもよる。
石原が収容された第3分所も例外ではなく、食糧の組織的な横流しが行われており収容者は主に栄養失調が原因で亡くなった（収容者約800人のうち約2割が収容後半年の間に亡くなった）。

### 隠し戦犯
石原はこの第3分所に約2年半収容された。アルマ・アタは内陸部であるため、冬は外気温が氷点下30度にもなる。冬には、ブランと呼ばれる雪嵐のある過酷な環境の土地である。
捕虜や囚人は作業班に分かれて強制労働させられ、各班には作業量のノルマが課せられた。ノルマに達しないと食事の量が減らされ、ノルマ以上を達成すると食事の量が増える仕組みになっていたが、増える食事の量は増えた作業量に使ったエネルギー量に比べてわずかしかなく、かえって体の衰弱を招き死を早めることになった。それでも、食料の増配に目がくらんでノルマ以上に労働する囚人があとを絶たなかったことは例えば、ソルジェニツィンの『収容所群島』の中にも書かれている。石原のいくつかのエッセイの中でも同様のことが書かれている。
国際情勢が冷戦に移行し始めると、旧ソ連当局は日本人抑留者の中から「戦犯」を選別して、一般抑留者とは別に収容するようになった。これは、米ソ協定により抑留者の日本帰国が進む中で、政治交渉の道具に使うために日本人を「人質」として確保することが目的だったと考えられている。このように、戦犯の罪名で囚人にされ、ソ連国内で受刑させられた抑留者を「隠し戦犯」と呼んでいた。
1948年（昭和23年）8月、石原はカザフスタン南部のアルマ・アタから北部のカラガンダへ移送された（第99収容所第13分所へ移送）。このカラガンダのラーゲリには関東軍特務機関や満鉄の関係者が集められて収容されており、第11分所では菅季治（後の「徳田要請事件」に巻き込まれて自殺した人物）が通訳として働かされていた。石原が収容された第13分所にはソ連国防軍中央アジア軍管区軍法会議の出張法廷が併設されており、昼間は炭鉱で肉体労働をさせられ、深夜から早朝にかけて取り調べの呼び出しがかかった。石原はこのカラガンダの炭鉱労働で肋骨を2本骨折し、栄養失調のためその後も長く剥離したままになった。
翌1949年（昭和24年）に石原も呼び出しを受け、同年2月旧ソ連刑法第58条第6項違反（スパイ罪）で起訴され、有罪を宣告された。
呼び出し前に既に調書が作成済みであり、毎夜呼び出しを受けては調書を認めるよう強要されるだけで、実質的な取り調べは何も行われなかった。また、裁判は全く形式的なもので、証拠調べ、弁護人、本人弁論もない極めていい加減なものだった。
調書をとられたときにはスパイ罪で逮捕されたにも関わらず、起訴状には「戦争犯罪人」と書かれていたことからも分かるようにずさんさは明瞭である。このような規定があるのはニュルンベルク裁判や東京裁判だけであり、旧ソ連刑法にはないにも関わらずこの起訴状が有効とされるほどいい加減な裁判だった。石原は他の日本人と共に裁判を受けた際、判決に先立って、ソ連の領土以外で、ソ連の参戦前に行われた行為を、ソ連の国内法で裁くことに抗議したが、全く意に介されなかった。
起訴後は独房に2か月間収監され、1949年（昭和24年）4月、石原に有罪、自由剥奪・重労働25年の判決が下った。旧ソ連では1947年（昭和22年）に死刑が廃止されており、これは当時の旧ソ連国内の懲役刑としては最高のものである。エッセイ『望郷と海』によると、収監中石原は望郷の念を支えにして生きた。
判決後、石原はカラガンダ第2刑務所に移送された。8月始めにはさらに別の収容所へ移送され、そこで鹿野武一に再会したことは、以後の石原の人生で大きな意味を持つことになった。この時の鹿野との邂逅については、エッセイ「ペシミストの勇気について」の中に書かれている。

### 「入ソ後最悪の1年」
一般の抑留者は戦争捕虜に準じる扱いを受けていたのに対して、石原は以後、刑法違反による犯罪者として扱われることになったので、一般抑留者とは比べ物にならないくらい過酷な待遇を受けることになる。
この年（1949年）を後に石原はエッセイ集『海を流れる河』の年譜の中で「入ソ後最悪の1年」と書いている。
同年9月、石原はストルイピンカで、カラガンダから3日かけてタイシェトのペレスールカ（中継収容所）へ移送され、そこに約2ヵ月間収容された。ここで石原は鹿野に再会したが、この時にはほとんど言葉を交わしていない。
その後10月末に再びストルイピンカで移送され、バム鉄道を北上、タイシェト（バム鉄道とシベリア鉄道が分岐する町の名前）近郊のラーゲリ（コロンナ33）に収容され、ここで強制労働 （材木の伐採）させられた。バム鉄道周辺に作られたラーゲリでは囚人を、「枕木1本につき1人の死体」が出る、と言われたほど過酷な労働に従事させており、コルィマ地方のラーゲリと共に非常に恐れられた。
伐採期間が終わると、1950年（昭和25年）4月に石原はコロンナ30へ移送され、今度はここで流木、土木工事、鉄道工事、採石などに従事させられた。

### ハバロフスク第16収容所
1950年（昭和25年）9月、バム鉄道沿線に点在する強制収容所にいたドイツ人と日本人の囚人たちは突然タイシェトに集められ、ドイツ人は西送、一方日本人はシベリア鉄道本線経由でハバロフスクの第16収容所第6分所へ送られた。移送の理由は不明である。
この収容所には日本人が収容されており、例えば瀬島龍三も同収容所の21分所に収容され、左官の仕事をさせられていた。1950年の段階で、一般捕虜だった約50万人は既に帰国していたが、「戦犯」扱いされた受刑者が約2500人ソ連国内に残され、帰国できないままでいた。
ハバロフスクの収容所では、コロンナに収容されていた頃よりはましな待遇になった。1日の労働時間は8時間、食事は1日3度の「捕虜並み」の待遇に変わった（囚人の待遇ならば、1日の労働時間は10時間以上、食事は1日2回、昼食はなし、というのが普通）。
この時期の石原の体験については、エッセイ「強制された日常から」や「ペシミストの勇気について」の中に詳しく書かれている。ハバロフスクの収容所では生活に多少の余裕ができ、ここの日本人抑留者が作っていた「アムール句会」に参加したり、学生時代に読んだ『癩院受胎』を上演するなどの文化的活動ができるようになった。他愛のない茶番劇や漫才に飽き飽きしていた素人劇団の劇団員たちは、石原の書いた『癩院受胎』（北条民雄作）の脚本にすぐに飛びついてきたという。『癩院受胎』は小説自体が深刻な内容だが、演劇も最初から重苦しい異様な雰囲気の中で演じられ、終演後、観客からも異様などよめきが起こったという。
しかし、それでも監視の眼は厳しく、バム鉄道沿線の強制収容所よりは自由になったとは言っても、鉛筆を所持することや日記を書くことは原則として禁止されており、密告されて懲罰の対象になる危険もあった。それでも、何とかして鉛筆と紙を手に入れて日記をつけていたが、一冊書き終わると焼き捨て、証拠を残さないようにしていた。最後には、焼き捨てることができなくなって、作業中に現場の壁の中に日記を塗り込めて証拠を隠滅していた。
ハバロフスクの収容所にいた間、石原は左官の仕事をさせられていたが、最後の一年は日本との通信の仕事をさせられた。これは、捕虜用の往復葉書を日本に宛てて書かせるという仕事で、当局が非常に熱心に働きかけて日本人の囚人に書かせていた。当局側の真意は不明だが、国際世論を気にして、日本人の「捕虜」がこれだけ生存しているという事実を知らせる意図があったらしい。

### 復員・詩
1953年（昭和28年）3月5日、スターリンが死去、3月下旬にはソ連共産党中央員会幹部会によって囚人120万人の釈放と事件再審の決定が出された。この決定は囚人にとって朗報であったと同時に、旧ソ連各地の強制収容所（ヴォルクタ、ノリリスク、カザフスタンのケンギルなど）で囚人によるストライキを引き起こし、内務省軍部隊による鎮圧によって流血の事態を招いた。その後、ラーゲリに収容されていた囚人たちは続々と釈放され始め、石原も同年6月にナホトカへ移送された。
1953年10月から11月にかけて日ソ両国の赤十字社を介して長期抑留者の送還に関する協定が結ばれ、冷戦下4年近く途絶えていた旧ソ連からの引き揚げが始まった。11月30日、引き揚げ船「興安丸」による引き上げ第1陣が日本に到着した。
興安丸はナホトカから出港、1953年12月1日に舞鶴港に到着した。石原はこの興安丸で日本に帰国、舞鶴港では弟が出迎えたが父母はすでに他界していた。
引き揚げ後、石原は舞鶴の引揚者収容施設で、2冊の文庫本を手に入れる。そのうちの1冊が堀辰雄の『風立ちぬ』で、これが石原が帰国して最初に読んだ本である。石原はこの時の感銘を、晩年のエッセイ「私の詩歴」（1975年）の中に書き残している。そして、この文庫本の解説に書かれていた立原道造の文章の1節が石原に詩人としての道を決定づけた。シベリア抑留の8年間、周囲で聞こえる言葉の大半はロシア語であったことから、日本語が非常に懐かしく感じられ、また、非常に新鮮だったと「沈黙するための言葉」（『日常への強制』所収）の中で石原は回想している。
8年に及んだ抑留生活と、帰国した日本の生活環境の間にある大きなギャップに石原は大きな戸惑いを感じた。舞鶴に到着後東京へ戻り品川駅に降り立った時の、シベリアでのゆっくりと過ぎ行く時間の流れとはあまりにも異なった、せわしない人々の動きに恐怖感を覚えた、と石原は書いている。
同時に、石原は1960年のエッセイ「こうして始まった」の中で「僕は働くのがいやだった。栄養失調と動物的な恢復をせわしなくくりかえして来た僕の躯は、労働というものを本当に憎んだ」と書いており、ラーゲリにおける強制労働は石原に、労働に対する嫌悪感を残さずにはおかなかった。
事務職に自信のなかった石原は、帰国してから肉体労働の仕事を求めて職業安定所に通ったが、どこも失業者にあふれており仕事は見つからなかった。せっぱつまった石原は、兵隊くらいなら勤まるだろうと思い自衛官（当時はまだ自衛隊はなく、保安隊の時代）に応募してみたが、やはりうまくいなかった。その後石原は知人の紹介で、1954年10月からラジオ東京（後のTBSラジオ）の翻訳のアルバイトを始めた。
当初、翻訳のアルバイトは数人いたのだが、石原の仕事がてきぱきとしており、結果的に他のアルバイトが次々と馘首される結果を招き、最後には石原一人だけになってしまった。帰国した日本の社会が、他人を押しのけないと生きていけないものであることに嫌気がさした石原は、このアルバイトを約半年で辞めてしまう。この時、石原は帰国した日本の社会もまた、強制収容所と同様にむき出しのエゴイズムが横行する社会であることを実感した。石原は帰国直後の思い出を基に、後年自分の日記の中に「人を押しのけなければ生きて行けない世界から、まったく同じ世界へ帰って来たことに気づいた時、私の価値観がささえをうしなったのである」と書いている。
帰国の翌年1954年（昭和29年）が明けるとすぐに石原は静養のため故郷の西伊豆・土肥町（現：伊豆市）へ帰った。しかし、石原はここで親戚から手ひどい扱いを受け、そのことが原因で2度と故郷へ戻ることはなかった。ここで受けた扱いについては、後に石原がエッセイ「肉親へあてた手紙」（『日常への強制』所収）に書いている。
石原は親類から、潜在的な共産主義者だと見なされ非常に警戒された。石原が最初に言われたことが、共産主義者ではないことを証明せよ、というものだった。その他、経済的な親にはなれないが精神的な親にならなってもよい（言いたかったことの中味は正確には分からないが、経済的な面倒を見る気は一切ない、しかし、「親」の言うことは聞け、という意味らしい）、先祖の供養をするべきだ、と言われた。
もっと長く滞在する予定だったが、2週間で切り上げ、石原は東京へ戻った。そして、以後2度と帰郷せず、これを機会に肉親・親類と事実上の絶縁状態になる。
長期シベリア抑留者は親睦団体を作っていたが、石原も「朔北会」の会員になった。しかし、その活動に関係することはなかった。石原はシベリア抑留者と接触することを好まなかった。エッセイ「ある再会」（『断念の海から』所収）では「シベリア帰りの旧知と会うとき、当然タブーとなっている話題があって、そのことをはっきり自覚したうえで、互いに目をそむけながら、あらぬことを語り合う苦痛は、経験した者にしかわからないだろう思う。」と書いており、シベリア時代の自分たちの行状を思い出させることは自身にとって非常につらいものだったことがその原因だったようである。
石原は帰国後間もなくから深酒するようになったが、特にラーゲリに関する散文を書き始める頃からはその傾向がひどくなり、晩年にはアルコール依存症になった。

### 詩誌『ロシナンテ』
復員後、金銭的にも精神的にも困難な生活の中で石原を支えたのは詩作だった。当時を回顧して、この時代に作った詩は立原道造流の感傷的なものばかりだったと石原は書いているが、同時に「それでも結構救いになったのかもしれない」とも述べている。
この時に書いた詩を5、6編まとめて三好達治に送ってみたところ、意外なことに三好から石原宛に葉書の返信があり、「まだ甘いところがあるが、素質のようなものが感じられる」という内容のものだった。石原は、この時の三好からの葉書がなければ石原が詩人として立つことはあるいはなかったかもしれない旨述べており、また「今も私は、その一枚の葉書に心から感謝している」と書いている。これから後、石原は次第に詩人として本格的な道へ入っていくことになる。
当初、詩の投稿の主目的は賞金だった。入賞しやすそうな婦人雑誌に女の名前で投稿していたが、どこからも相手にされないことが続いた。
そのようなことを続けて半年経った1954年の夏、偶然書店で手にとったのが文芸雑誌『文章倶楽部』（『現代詩手帖』の前身）で、家に帰ると30分で1篇の詩（「夜の招待」）を書いて石原はこの雑誌に投稿した。2ヵ月経っても石原の詩の掲載はなかったが、石原自身は「夜の招待」を詩だなどと思っていなかったので別に意に介することもなく、特に理由もないまま、また英会話クラスに通い出す生活をしていた。ところが、しばらくして、初投稿した詩が『文章倶楽部』にいきなり特選で掲載された。当時の文章倶楽部の投稿者たちにとって「夜の招待」は衝撃的な詩だったという。この時の選者は、鮎川信夫と谷川俊太郎で、詩風は立原道造の影響がなくなり、完全に自己流の詩に変わっていた。五味康祐も「夜の招待」をずいぶん褒めたという。この時の石原の驚きは相当だったようである。
また、この月に同誌の読者会東京支部の例会に初めて顔を出した。ここに集まっていた詩人たちと石原は例外的に打ち解けた。ここで、新しく詩誌を作る話が進み、同年に暮れの忘年会席上、誌名を『ロシナンテ』とすることに決まった。この名前は、本来は石原が第1詩集を出す時につけようと考えていたものだったが、忘年会の中の議論で成り行きから誌名にとられたものだった。集まっていたのは20歳そこそこの若い詩人ばかりで、石原は1人だけ年齢が高かったが両者とも別段問題にするわけでもなかった。『ロシナンテ』は1955年（昭和30年）4月から隔月刊で発行を開始、編集長に好川誠一、発行責任者に石原がついた。
この時代のことを後に石原はエッセイ集『日常への強制』の中で書き、帰国してから約3年間が自分にとって最も苦痛に満ちた期間であった、それに比べればラーゲリの体験などほとんど問題にならない、と述べている。そのような苦痛に満ちた生活の中で『ロシナンテ』の仲間との活動は石原に遅れてやってきた一種の青春だったようである。
一方、石原の投稿作は『文章倶楽部』に「夜の招待」の翌月以降も特選に選ばれ、翌年の1955年（昭和30年）の途中からは投稿欄ではなく本欄に掲載されるようになった。

### 鹿野武一の死・『サンチョ・パンサの帰郷』の上梓
1955年（昭和30年）は石原にとって大きな事件があった年である。
事件とは、友人の鹿野武一が同年3月に心臓まひで急死したことである。鹿野は1953年（昭和28年）12月に復員し、その後1954年（昭和29年）から新潟県内の診療所で薬剤師として勤め始めていたが、心身の消耗が激しく数ヶ月で辞めていた。鹿野の死は石原には大きな事件だった。石原がシベリア抑留に関するエッセイを書いたのは結局のところ鹿野の存在と死が理由であるとの論すらある。鹿野との思い出に関して石原はいくつかエッセイを残しているが、「ペシミストの勇気について」が鹿野に関する主要な文章である。
ただ、石原から見た鹿野と、鹿野の実像の間には大きなかい離がある。実際には石原は鹿野の中に、自分の目指す一種の理想を見ていたようである。
1956年（昭和31年）4月、石原は弟の紹介で知った女性と結婚した。この女性もシベリア抑留と関係のあった人で、前夫をシベリア抑留によって亡くしていた。結婚式は内輪で挙げその後団地で暮らしたが、前年から石原の勤めていた会社が潰れて再び失業し、生活は苦しかった。シベリア抑留時代の友人のつてで、1958年（昭和33年）夏に、設立されて間もない社団法人「海外電力調査会」にロシア語の能力を買われて臨時職員として採用された。その後1962年（昭和37年）に正規職員として採用されて、以後は亡くなるまでこの職にあった。
一方、『ロシナンテ』の方も活動は次第に低下していった。
活動開始から約1年半後の1956年末には隔月刊から季刊へ移行し、1959年（昭和34年）に19号で終刊した。なお、石原は、『ロシナンテ』で活動した詩人の中で優れた詩を残した人物として、好川誠一、勝野睦人、粕谷栄市の3人を挙げている。『ロシナンテ』同人の多くが創作の世界から去っていったが、石原は詩作を続けた。石原は『ロシナンテ』に代わって、近江地方を中心に活動していた詩誌『鬼』に参加するようになった。
1963年（昭和38年）12月、石原は第1詩集『サンチョ・パンサの帰郷』（思潮社刊、現代詩人双書）を上梓する。印刷の終わった詩集を受け取りに思潮社にやってきた石原は「これは私の遺骨ですよ」「カタコト、音がしますかね」と言って、詩集を10冊ほど風呂敷に包んで持って返り、その一部は知人に配った。題名については、石原が違和感を持つ社会に抗う自身を、ドン・キホーテの従者「サンチョ・パンサ」になぞらえてシベリアから日本へ帰郷したことを意味している、ということはしばしば言われることである。『サンチョ・パンサの帰郷』は翌年の1964年（昭和39年）、第14回H氏賞（現代詩の新人賞に当たる）を受賞した。
1966年（昭和41年）にはH氏賞選考委員になるなどしたものの、この時期しばらくの間は石原に大きな事件はなかったが、1967年（昭和42年）秋に石原の「肉親へあてた手紙」が同人詩誌『ノッポとチビ』33号に掲載され、このことがきっかけで石原の生活は大きく変わることになる。

### 「肉親にあてた手紙」
『ノッポとチビ』は大野新編集による同人詩誌で、大野が『鬼』の同人でもあったことから石原と親交があった。大野は「石原吉郎論」を書こうと考えており、1965年に石原から大学ノート2冊を借り受けた。このノートは1959年から1961年にかけての石原の心情を綴ったものである。
しかし、借り受けたものの、書かれていた内容に愕然とした大野は「石原吉郎論」を書くことを放棄せざるを得なくなった。2年間の逡巡の後、内容の重要性を悟った大野は、このノートを公開するよう電話で石原に頼み込んで『ノッポとチビ』への掲載の承諾を得た。石原自身によると、大野に強引に頼まれてやむなく掲載を承諾したのだという。
『ノッポとチビ』33号には、固有名詞まで含めて一字一句、ノートに書かれていたものと同じまま掲載された。
特に、この中に含まれていた弟宛ての絶縁状は詩壇を越えて大きな波紋を広げた。例えば、鶴見俊輔は『思想の科学事典』（1969年、勁草書房）や『家の神』（1972年、淡交社）などの文章でたびたび石原のノートを取り上げ、日本人の精神構造や「家」意識の分析に用いた。石原自身は、後年の対談（鶴見とのではないが）の中で、鶴見が自分のエッセイばかりを取り上げる、と語っており、詩を考察の対象にしなかったことにはいくぶん不満だったようである。
なお、この時の大学ノートは大野から返却されたが、後に石原が紛失してしまい現存しない。また、後に石原が「肉親にあてた手紙」と改題して『石原吉郎詩集』（1969年）に再録した際、文章の1部を削り、土肥を伊豆に、固有名詞をイニシャルに変えるなどの変更を行っている。
また、このノートの掲載は石原の家庭にも影響を与えた。掲載を事前に知らされていなかった石原の妻は、実名で親族の名前を掲載したことで大野に対して激怒し、以前から精神的に不安定だったものがさらに悪化し、以後入退院を繰り返すようになった。
このノートの公表から約1年後、石原は次々とシベリア抑留の実態を描いた散文を発表することになる。石原の友人の言によると、石原はシベリア抑留にまつわるエッセイを「異常な情熱」で書いたという。石原は文章を歩きながら考える人だったが、エッセイを書くために1日30キロメートル以上も歩いた。そのせいで、足の裏にまめが出来、それが潰れ血だらけになっていた様子が、石原の友人に目撃されている。
一方、この作業は石原の精神にも大きな負担をかけることにもつながった。執筆中に何度も精神的不安に襲われ、飲酒量が増加する原因になったという。最終的にはアルコール依存症に陥り、治療が必要なほど悪化した。
1969年、石原はエッセイ「確認されない死のなかで」「ある〈共生〉の経験から」（共に『日常への強制』所収）を発表する。この年から、シベリア抑留について語った散文を本格的に書くようになった。石原は、この頃になってシベリア抑留に関するエッセイを書くようになった理由を、帰国してからの混乱した状況では自分を表現できる文学的手段は詩の形式しかなく、散文を書けるようになるまで15年もかかった、と述べている。

### 『望郷と海』・死
1972年（昭和47年）末、エッセイ集『望郷と海』が刊行された。この本には1969年（昭和44年）から立て続けに書かれた、石原自身の抑留体験とその内省的考察について書かれたエッセイを集めたもので、翌年に第11回歴程賞を受賞した。石原のエッセイ集を代表するのが『望郷と海』である。
1975年（昭和50年）からは日本詩人会会長を務めた（1977年まで。同年10月に同会を退会）。また、この年にはシベリア抑留のテーマから離れた詩集『北條』を花神社から刊行している。全般に、対談や講演、跋文、書評の仕事が多い年だった。
翌1976年（昭和51年）には評論集『断念の海から』、『石原吉郎全詩集』を刊行、創作活動は活発だったが、石原はこの年の夏から心身ともに不安定になり、妻の健康も悪化、妻は10月には入院することになった。また、酒量が増し、ほとんど食事もとらないため健康が悪化、11月には通勤中に貧血で倒れて1か月入院生活を送らねばならなくなっている。石原はこの入院中に短歌の創作に励んでいる。入院している患者が暇を持て余して1日中ぼーっとしているのを見て、こうなってはたまらないと思い、無理やりに始めたのが理由だという。
死の年の1977年（昭和52年）には、対談集『海への思想』（花神社）を刊行、一方で詩集『足利』や歌集『北鎌倉』を刊行した。石原もこの年の夏から奇行が多くなっていたという。
しかし夏には、石原の依存症は相当悪化していた。治療が必要な状態になっており、対談（「自己空間への渇望」（清水昶との対談））やエッセイの中で石原は、衝動的に小刀で2度「腹を切った」ことを明らかにしている。友人からも「とにかく酒を断って、生きなくちゃいけない」と説得されたが、石原は「生きて、どうすればいいの」と答えており、精神的にも病んだ状態だったと見られる。石原の友人たちの間では、再度入院させる話が出ていた。
1977年11月15日、埼玉県上福岡市の公団住宅の自宅の浴槽で亡くなっているのを、電話にでないことを心配した知人の来訪によって発見された。妻は入院中だったため、家には石原1人しかおらず、発見は死後1日以上たっていた。飲酒した上で風呂に入ったのが原因による急性心不全だとみられている。62歳没。なお、石原の遺骨は多磨霊園の『信濃町教會員墓』に埋葬されている。

## 死とその後
当時の思想的な観点から見て、石原が巨大な存在だったわけではなかったが、それでも石原の死は一部の人にとっては大きな事件だった。特に、石原と同様にシベリア抑留と強制収容所体験のあった内村剛介にとって、その死は大きな衝撃であったらしい。最後には激越な石原批判で終わったとはいえ、内村は『現代詩手帖』1978年2月号から『石原吉郎論』の連載を始め、全部で12回掲載、後に『失語と断念 -石原吉郎論-』としてまとめられた。
1970年代、全共闘世代の一部は、全共闘が瓦解していく中で石原のエッセイに触れて石原の熱心な読者になり、彼らの間で一時期大きなブームになった。中には、石原の職場にまで押しかけてきた熱心な読者もいたという。しかし、時代が1980年代に入り日本が高度消費社会に移行し彼らが企業の中に埋没していくと、彼らは石原をいとも簡単に捨て去った。
それでも、わずかではあるが辺見庸のように石原吉郎から影響を受けた作家も現れている。また、洋画家の香月泰男がそうであるように、シベリア抑留を語る上で避けて通れない人物として必ず触れられる。
石原を語る上で必ず出されるキーワードは「失語」「沈黙」「告発」である。

### 失語
石原がしばしば書いた「失語」という言葉をメタファーととらえる向きもあるが、実際に石原が言っているのは文字通りの「失語」のことである。
石原がいたバム鉄道沿線のラーゲリにほとんど日本人はおらず、周囲から聞こえてくるのはロシア語ばかりで、この環境は石原に日本語への渇望を植え付けることになった。また、ラーゲリの生活は、過酷な労働であったとは言え極めて単調な毎日であり、必要なわずかな会話以外話すことがなかった。あまりにも日本語を使わない生活が続いたことは、日本語の語彙をどんどん忘れていくことにつながった。このように強制収容所生活の中で語彙を失っていく現象は、石原にばかり起こったのではなくロシア人の囚人にも一般的に生じていた。
例えば、シャラーモフの代表作『コルィマ物語』の中の『センテンツィア』にも同様の「失語」に関する文章が現れる。その中でシャラーモフは、周囲には本も新聞も一切なく活字に触れられることはなく、20個ほどの陳腐な決まりきった言葉で日々済ますことができるほどほとんど会話することもその必要もなく、そのわずかな語彙の中の半数はただの罵詈雑言でしかなく、そのような日常が数年に渡って繰り返されていたことを書いている。必然的に語彙を失い、自分でものを考えることもなくなることも書かれており、石原も同様のことをエッセイの中で述べている。
ただし、内村剛介のように、シャラーモフらのような1930年代にラーゲリ送りにされた人々に比べれば石原の「失語」など大したものではないと言って切り捨てる人もいる。

### 沈黙
石原は1970年のエッセイ『強制された日常から』の中で、自身が「沈黙」にたどりついた理由を述べている。
抑留中の「記憶」の一切を語りたいとの思いがあった石原は帰国直後は饒舌だった。しかし、語り出すととめどもなくなくなり、相手は困惑するか憐憫の情を浮かべるだけだったという。口論になれば、思いを伝える言葉を失ってどもってしまい、最後にはつかみ合いの喧嘩になったという。このような経験から、石原はシベリア抑留体験を語ることをやめ沈黙するようになった。復員後に作られた詩は、多くが抑留中の体験に基づいているが、それと明瞭に分かるようには書かれてはおらず、後年書かれた石原のエッセイや自身による詩の解説、強制収容所の実態に関する知識なしには理解は難しい。石原自身、その背後に何らかの隠すべき事柄があり、それが隠しきれずに漏れ出た言葉が詩である、と言っている。

### 告発
石原は、ヴィクトール・フランクルの『夜と霧』（1956年、みすず書房刊）を手に入れると、それを何度も読んだ。石原の持っていた『夜と霧』には鉛筆や赤鉛筆で傍線が引かれ、余白には書き込みがあり、何度も読んだらしく本は手擦れで変色している。
『夜と霧』は石原に大きな影響を与えた。石原はエッセイ「『望郷と海』について」の中で、「告発の次元からはっきり切れている著者の姿勢」に心打たれたと書き、別のエッセイ『沈黙するための言葉』では「告発しないという決意によって私は文学にたどりつくことができたし、詩にたどりつくことができた」と書いている
石原が告発をしなかったのは、それができなかったからだと考える人もいる。実際に石原はエッセイ「強制された日常から」の中で、ラーゲリにおける日常を「他者の死を凌いで生きるということに他ならない」と書き、『確認されない死のなかで』では「生き残ったという複雑なよろこびには、どうしようもないうしろめたさが最後までつきまとう」とも書いた。亡くなる直前の対談（『キリスト教文学の世界13』月報）では「生き残った人間は、人を告発する資格はない」とも述べている。
しかし、「告発」を行わないという態度は、個人だけでなく行政や国家、国家の指導層の告発も行わないということを意味し、しばしば批判される原因にもなった。例えば、評論家の吉本隆明は詩人の鮎川信夫との対談（雑誌『磁場』1978年春季号）の中で、「石原さんは国家とか社会とか、共同のものに対する防御が何もない」「それは怠惰ではないか」と批判的に語っている。また、評論家の内村剛介も『失語と断念 -石原吉郎論-』の最後で「"政治嫌い"は「純粋」で「人間的」だとする石原の予断自体が不正直だ。「純粋」とか「人間」とかいう虚妄の名辞にいかれている石原がここにある。そんなものが跡を絶ったからこそ二〇世紀は収容所の世紀となったのだというのに」と書いた。内村も石原と同様、反ソ行為による犯罪者扱いを受け長期抑留の経験をしているが、内村と石原の考え方は正反対である。内村は、囚人は「肉体的には拘束されていても、精神は自由だ」と断言し、むしろ、監守の方が精神的な牢獄に閉じ込められていると述べている。もちろん、シベリア抑留者の多くが、石原や内村のように考えていたわけではない。
もう1つ指摘されているのは、極限的な環境の中で信仰は救いになるかという問いに対する、石原とフランクルの考え方の大きな差である。
フランクルは、極限状態にあっても人間の尊厳を守るのが信仰であると考えたのに対し、石原は1975年（昭和50年）のエッセイ「聖書とことば」の中で、「私にかぎって」と留保をつけながらも、ラーゲリで体験したことからその考えを完全に否定している。ラーゲリでの体験から石原が学んだことは、極限状態にあって信仰は人間の尊厳を守るためには何の役にも立たないという事実であり、その末に石原が見出したのが「失語」と「寂寥」だった。

## シベリア抑留と回顧録
「（シベリア抑留中）作業現場への行き帰り、囚人は必ず五列に隊伍を組まされ、その前後と左右を自動小銃を水平に構えた警備兵が行進する。行進中、もし一歩でも隊伍を離れる囚人があれば、逃亡とみなしてその場で射殺していい規則になっている。（行進中つまずくか、足を滑らせて、列外へよろめいた者が何人も射殺された）。中でも、実戦の経験が少ないことに強い劣等感を持っている十七、八歳の少年兵に後ろに回られるくらい、囚人にとっていやなものはない。彼らはきっかけさえあれば、ほとんど犬を撃つ程度の衝動で発砲する。」と抑留時のことを語っている。

## 著書

### 詩集
- 『石原吉郎詩集』思潮社、1967年8月。
- 『石原吉郎詩集』思潮社〈現代詩文庫 26〉、1969年8月。
- 『サンチョ・パンサの帰郷』思潮社〈現代詩人双書 10〉、1963年12月。
  - 『サンチョ・パンサの帰郷』思潮社〈思潮ライブラリー〉、2016年2月。ISBN 9784783735151。
- 『水準原点』サンリオ出版、1972年2月。
- 『礼節』サンリオ出版、1974年1月。
- 『北条』花神社、1975年4月。
- 『石原吉郎全詩集』花神社、1976年5月。
- 『足利』花神社、1977年12月。
  - 『足利』新井豊美装画、花神社、2008年8月。
- 『満月をしも』思潮社、1978年2月。
- 『新選石原吉郎詩集』思潮社〈新選現代詩文庫 115〉、1979年7月。
  - 『石原吉郎詩集』 続（新装改訂増補版）、思潮社〈現代詩文庫 120〉、1994年4月。ISBN 9784783708872。
- 『石原吉郎詩文集』講談社〈講談社文芸文庫〉、2005年6月。ISBN 9784061984097。

### 評論集
- 『日常への強制』構造社、1970年12月。
- 『望郷と海』筑摩書房、1972年12月。
  - 『望郷と海』筑摩書房〈ちくま文庫〉、1990年12月。ISBN 9784480024923。
  - 『望郷と海』筑摩書房〈ちくま学芸文庫〉、1997年8月。ISBN 9784480083593。
  - 『望郷と海』みすず書房〈始まりの本〉、2012年6月。ISBN 9784622083566。
- 『海を流れる河』花神社、1974年11月。
  - 『海を流れる河』同時代社、2000年7月。ISBN 9784886834300。
- 『断念の海から』日本基督教団出版局、1976年2月。
- 『一期一会の海』日本基督教団出版局、1978年8月。

### 句集
- 『石原吉郎句集 附俳句評論』深夜叢書社、1974年2月。

### 歌集
- 『北鎌倉』花神社、1978年3月。

### 対談集
- 『海への思想』花神社、1977年8月。

対題者：三国一郎、大岡昇平、鮎川信夫、秋山駿、北村太郎、清水昶、吉原幸子、渡辺石夫

### 全集
- 『石原吉郎全集』 1巻、花神社、1979年12月。

収録：詩集〈サンチョ・パンサの帰郷〉、詩集〈いちまいの上衣のうた〉、詩集〈斧の思想〉、詩集〈水準原点〉、詩集〈礼節〉、詩集〈北条〉、詩集〈足利〉、詩集〈満月をしも〉、未刊詩篇、補遺Ⅰ
- 『石原吉郎全集』 2巻、花神社、1980年3月。

収録：評論集〈日常への強制〉、評論集〈望郷と海〉、評論集〈海を流れる河〉、評論集〈断念の海から〉、評論集〈一期一会の海〉、補遺Ⅱ
- 『石原吉郎全集』 3巻、花神社、1980年7月。

収録：〈石原吉郎句集〉、歌集〈北鎌倉〉、対談集〈海への思想〉、評論集〈断念の海から〉より、評論集〈一期一会の海〉より、書簡、補遺Ⅲ

### その他
- 岩田宏編 編『黒田三郎・中桐雅夫・山本太郎・川崎洋・石原吉郎』思潮社〈現代詩大系 第1巻〉、1966年11月。
- 『鮎川信夫・石原吉郎』晶文社〈現代詩論 1〉、1972年2月。
- 柴崎聰編 編『石原吉郎セレクション』岩波書店〈岩波現代文庫 文芸280〉、2016年8月。ISBN 9784006022808。

### 注
1. ↑  シベリア抑留やフランクルの『夜と霧』ほど絶対的な影響を石原に与えたわけではないが、エッセイ「私と古典――北條民雄との出会い――」（『断念の海から』所収）を読むと、北條民雄の影響が小さいとは必ずしも言えない。
2. ↑  石原のエッセイ「教会と軍隊と私」によると、ドイツ部貿易科を卒業、大阪ガスの研究部に就職した。
3. ↑  共同通信社『沈黙のファイル』（新潮文庫）ではジャリコーワ[16]、白井『シベリア抑留』（平凡社新書）ではジャリコ―ウォの表記[17]。
4. ↑  スターリンは第二次世界大戦終結直後に、日本軍捕虜50万人を旧ソ連国内の強制収容所に配置する詳細な指令を出していた[20]。この指令を「スターリン指令」と通称している。8月23日に国家防衛委員会（議長はスターリン）が決定したもので、正式には「日本軍捕虜の受入、配置、労働使役」に関する決定、と呼ばれている[21]。ハーグ陸戦法規第20条には「平和克服の後は、なるべく速やかに捕虜をその本国に帰還させる」、また、ジュネーヴ条約第75条には「捕虜送還は講和締結後ごく短時間で実施されなければならない」と書かれているが、旧ソ連がサンフランシスコ平和条約を締結しなかったことから、これらの国際条約に違反していないと正当化する議論はありうる。しかし、ポツダム宣言では、「日本国軍隊は完全に武装を解除されたる後各自の家庭に復帰し平和的且生産的の生活を営むの機会を得しめられるべし」との項目があり、スターリン指令はこの項目に違反している[21]。
5. ↑  シベリア抑留の実態やラーゲリの内情について詳しく知りたい向きは、ソルジェニツィンの『収容所群島』やアン・アップルボーム『グラーグ』（白水社、2006年、ISBN 4-560-02619-X）、ジャック・ロッシ『ラーゲリ強制収容所註解事典』（恵雅堂出版、1996年、ISBN 4-87430-023-5）などを参照のこと。
6. ↑  熟睡中の深夜から未明にかかて容疑者をたたき起こして取り調べを行うことは旧ソ連では伝統的な手法である[38]。逮捕・連行が常習的に深夜や早朝に行われていたことは、アップルボームの『グラーグ』にも書かれている。
7. ↑  ただし、旧ソ連の死刑制度は後に復活する。
8. ↑  ただし、ラーゲリにおいては管理者・囚人ともに長年にわたってトゥフタ (TFTA) が常態化しており、政府から各ラーゲリに発せられた命令内容が守られることは全くなかった[42]
9. ↑  旧ソ連国内で、囚人を強制収容所へ移送するために使われた専用列車の通称。ロシア帝政時代末期の首相ストルイピンに由来する[44]。ストルイピンカではなく、単にストルイピンと書く書物もある。ストルイピンカは別名「走る留置場」と呼ばれ、囚人は家畜以下の存在として扱われたことはシベリア抑留やグラーグについて書かれた書物にはしばしば書かれている。石原のエッセイの中では例えば「ペシミストの勇気について」（『日常への強制』所収）の中で触れられている。
10. ↑  グラーグのシステムでは、囚人は強制収容所へ移送される前、あるいは別の強制収容所へ移動になる前にペレスールカへ一旦収容され、そこでラーゲリでの伝染病蔓延を防ぐための検疫と健康チェックを受けた。この間に、強制収容所の強制労働で衰弱した囚人の健康状態をある程度回復させることも目的の1つになっていた。
11. ↑  コロンナとは、建設の進捗に合わせて移動する受刑者用小収容所のことである[48][47]。石原のエッセイ「オギーダ」によると、バム鉄道沿線では強制収容所を指して一般的に「コロンナ」という名前を使っていたという。数字の33は、バム鉄道の起点であるタイシェトから33kmの位置にある、という意味である[49]。
12. ↑  コルィマとバムのラーゲリは共に、旧ソ連の囚人たちの隠語で「屠殺場」と呼ばれていて、当時の囚人の間では最大の恐怖を意味していた[51]。
13. ↑  ソルジェニツィンの『収容所群島』の中にも、スターリン死去以前の囚人による大規模なストライキや抗議活動、スターリン死去・ベリヤ失脚後のケンギルでの暴動について触れた章（『収容所群島』第5部第12章）がある。
14. ↑  それまで石原が詩を全く書いたことがなかったわけではないが、その数はごくわずかである[69]。
15. ↑  当時の日本人の多くが、シベリア抑留者を潜在的な共産主義者と見なしており、復員後、就職の際に大きなハンディキャップとなった。シベリア抑留者が根拠なく警戒された一例として、ジャーナリストの斎藤貴男の父親を挙げておく。斎藤の父親はシベリヤ抑留経験者で、復員後くず鉄屋を生業としていたが、死ぬまで公安に監視されていた[73]
16. ↑  『ロシナンテ』の活動がどのようなものだったかについては、石原が短文「「ロシナンテ」のこと」（『断念の海から』所収）の中で簡単に触れている。
17. ↑  勝野は東京藝術大学油絵科の学生で、1957年6月25日本郷の下宿近くで、運転を誤ったオート三輪車による自動車事故に遭い亡くなった[69][93]。勝野の詩は、没後『勝野睦人遺稿詩集』として思潮社から刊行され、また、書簡は勝野と親しかった竹下育男によってほぼ独力で『勝野睦人書簡集』として出版された[93]。好川は『ロシナンテ』の事実上の中心的存在だったが、突然沈黙した後、入院していた山梨の精神病院で自殺した[69][94][95]。粕谷は『ロシナンテ』終刊後しばらく沈黙していたが、1972年に『世界の構造』で高見順賞を受賞している[69]。石原が亡くなった後に編纂された『石原吉郎全集Ⅰ-Ⅲ』（花神社刊）の編集責任者の一人が粕谷である。
18. ↑  『ノッポとチビ』に掲載された文章と、「肉親にあてた手紙」の異同の詳細については、『石原吉郎全集Ⅱ』の解題・校異を参照のこと。
19. ↑  『失語と断念』は石原吉郎を中心に展開された評論ではあるが、シャラーモフやソルジェニツィン、ドストエフスキー、オシップ・マンデリシュターム、ナデージダ・マンデリシュターム、アンナ・アフマートヴァに関する議論へ逸脱する箇所のほうが多く、石原の文章を直接論じた部分は少ない。論旨はしばしばあいまいで、拡散しがちである。
20. ↑  富田武の『シベリア抑留』p.240では、石原が帰国後最初に読んだ本が『夜と霧』であったと書かれている。